# Le Succès à tout prix
Pour plus de détails, voir Fiche technique et Distribution.
Le Succès à tout prix (titre original : Success Is the Best Revenge) est un film franco-britannique réalisé par Jerzy Skolimowski, sorti en 1984.

## Synopsis
Un directeur de théâtre polonais, exilé est en Angleterre à cause des communistes, organise une future pièce qui critiquera le régime autoritaire. Il va devoir faire face à des obstacles...

## Fiche technique
- Titre : Le Succès à tout prix
- Titre original : Success Is the Best Revenge
- Réalisation : Jerzy Skolimowski
- Scénario : Jerzy Skolimowski et Michael Lyndon (Le discours en français du ministre de la culture est écrit par Michel Ciment[1])
- Pays d'origine :  France |  Royaume-Uni
- Format : Couleurs - 35 mm
- Genre : drame
- Durée : 91 minutes
- Date de sortie : 1984

## Distribution
- Michael York : Alex Rodak
- Joanna Szczerbic : Alicia Rodak
- Michael Lyndon : Adam Rodak
- Jerry Skol : Tony Rodak
- Michel Piccoli : French Official
- Anouk Aimée : Monique des Fontaines
- John Hurt : Dino Montecurva
- Ric Young : Chinese Waiter
- Claude Le Saché : Monsieur Conio
- Malcolm Sinclair (en) : Assistant Stage Manager
- Hilary Drake : Stage Manager
- Jane Asher : Bank Manager
- Adam French : Martin
- Sam Smart : Mallett
- Tim Brown : professeur